# ГОЛИФК (баскетбольный клуб)
ГОЛИФК — советский баскетбольный клуб из Ленинграда, сформированный в Государственном ленинградском институте физической культуры имени П. Ф. Лесгафта.

## История
В 1936 году ГОЛИФК стал победителем зимнего чемпионата Ленинграда.
Год спустя ГОЛИФК, как и ещё 5 ленинградских команд, принял участие в первом чемпионате СССР по баскетболу среди клубных команд (прежде чемпионат разыгрывался среди сборных городов). В чемпионате 1938 года ГОЛИФК разделил 2-3 места с московским «Локомотивом». В сезоне-1939 команда заняла 2-е место, уступив только столичному «Локомотиву» и опередив «Локомотив» (Тбилиси), московских и тбилисских динамовцев, ЦДКА и чемпиона прошлого сезона, ленинградский «Буревестник».
Команда института физкультуры должна была принять участие в чемпионате 1940 года, но в последний момент по решению Всесоюзного комитета физкультуры была заменена на «Спартак». После окончания войны команда в чемпионатах СССР участия не принимала.

## Достижения
- Серебряный призёр чемпионата СССР: 1939
- Бронзовый призёр чемпионата СССР: 1938